# Новоборовская волость
Новоборовская во́лость — историческая административно-территориальная единица Старобельского уезда Харьковской губернии с центром в слободе Новая Боровая.
По состоянию на 1885 год состояла из 11 поселений, 15 сельских общин. Население — 6214 человек (3201 мужского пола и 3349 — женского), 991 дворовое хозяйство.
|                        | Площадь, десятин | В том числе пахотной, дес. |
| ---------------------- | ---------------- | -------------------------- |
| Сельских общин         | 11299            | 10802                      |
| Частной собственности  | 6453             | 2818                       |
| Казенной собственности | 2158             | 1603                       |
| Другой собственности   | 116              | 102                        |
| В целом                | 20026            | 15325                      |

Крупнейшие поселения волости по состоянию на 1885 год:
- Новая Боровая — бывшая государственная слобода при реке Боровая в 20 верстах от уездного города, 1958 человек, 395 дворовых хозяйств, православная церковь, школа, 3 ярмарки в год.
- Калмыковка — бывшая государственная слобода, 1110 человек, 161 дворовое хозяйство, молитвенный дом.
- Климовка — бывшая государственная слобода, 1417 человек, 207 дворовых хозяйств, православная церковь.

Крупнейшие поселения волости состоянию на 1914 год:
- село Новая Боровая — 3178 жителей;
- село Калмыковское — 1517 жителей;
- село Климовка — 2112 жителей;
- село Голубовка — 1950 жителей.

Старшиной волости был Иуда Стефанович Чумаков, волостным писарем — Никифор Васильевич Кийко, председателем волостного суда — Яков Григорьевич Крахмал.